# ريال كمبودي
الريال الكمبودي (بالخميرية:រៀល) هي عملة كمبوديا الرسمية.

## الإصدار الثاني (1980–الآن)

### العملات النقدية
أصدرت أول قطعة نقدية في 1979 وكانت 5 صن ومن الألومنيوم. لم تسك المزيد من العملات المعدنية حتى عام 1994، عندماأصدرت فئات 50 و100 و200 و500 ريال. ولكن نادرًا ما ترى هذه في التداول.
| الصورة | الصورة | القيمة   | القطر    | الوزن | التكوين                                       | الحافة     | الوصف                                      | الوصف                     | تاريخ الإصدار |
| الوجه  | الظهر  | القيمة   | القطر    | الوزن | التكوين                                       | الحافة     | الوجه                                      | الظهر                     | تاريخ الإصدار |
| ------ | ------ | -------- | -------- | ----- | --------------------------------------------- | ---------- | ------------------------------------------ | ------------------------- | ------------- |
|        |        | 50 ريال  | 15.9 ملم | 1.6 g | فولاذ                                         | أملس       | القيمة، سنة سك في التقويم البوذي والميلادي | نصب الاستقلال في بنوم بنه | 1994          |
|        |        | 100 ريال | 17.9 ملم | 2 g   | فولاذ                                         | أملس       | القيمة، سنة سك في التقويم البوذي والميلادي | أنغكور وات                | 1994          |
|        |        | 200 ريال | 20 ملم   | 2.4 g | فولاذ                                         | أملس       | القيمة، سنة سك في التقويم البوذي والميلادي | أشعة شمس                  | 1994          |
|        |        | 500 ريال | 25.8 ملم | 6.5 g | ثنائي المعدن. فولاذ في المركز ونحاس في الحلقة | أملس ومقصب | القيمة، سنة سك في التقويم البوذي والميلادي | شعار كمبوديا              | 1994          |

### الأوراق النقدية
| الصورة                                 | الصورة | القيمة      | الأبعاد      | اللون الأساسي                  | الوصف                                                   | الوصف | تاريخ               | تاريخ          | تاريخ   |
| الوجه                                  | الظهر  | القيمة      | الأبعاد      | اللون الأساسي                  | الوجه                                                   | الظهر | الطباعة             | الإصدار        | السحب   |
| -------------------------------------- | ------ | ----------- | ------------ | ------------------------------ | ------------------------------------------------------- | --- | ------------------- | -------------- | ------- |
|                                        |        | 50 ريال     | 130 × 60 ملم | بني                            | بانتي سري                                               | سد | 2002                | 29 أغسطس 2002  | متدوالة |
|                                        |        | 100 ريال    | 130 × 60 ملم | بنفسجي وبني وأخضر              | نصب الاستقلال                                           | منزل | 2001                | 9 أغسطس 2001   | متدوالة |
|                                        |        | 100 ريال    | 138 × 64 ملم | برتقالي وبني                   | ناغا وبوذا والملك نورودوم سيهانوك عندما كان شاب         | باغودة فضية وبوذا | 2014                | 14 يناير 2015  | متدوالة |
|                                        |        | 200 ريال    | 138 × 64 ملم | رمادي وأخضر وبرتقالي           | ناغا وشعار كمبوديا والملك نورودوم سيهانوك عندما كان شاب | بريه ثينينج تشان تشايا (جناح ضوء القمر) من القصر الملكي في بنوم بنه، تمثال بول دوكوينج للملك سيسواث في متحف كمبوديا الوطني | 2022                | 14 نوفمبر 2022 | متدوالة |
|                                        |        | 500 ريال    | 138 × 64 ملم | أحمر وبنفسجي                   | أنغكور وات                                              | جسر كيزونا فوق نهر ميكونغ                                                                                                  | 2002 2004 2014      | 4 أبريل 2003   | متدوالة |
|                                        |        | 500 ريال    | 138 × 64 ملم | وردي ورمادي                    | ناغا وشعار كمبوديا والملك نورودوم سيهانوك               | جسر نيك لوونغ ونصب تذكاري                                                                                                  | 2014                | 14 يناير 2014  | متدوالة |
|                                        |        | 1,000 ريال  | 138 × 64 ملم | بني وأرجواني                   | بوابة بايون الجنوبية                                    | سيهانوكفيل | 2005 2007 2014      | 6 يناير 2006   | متدوالة |
|                                        |        | 1,000 ريال  | 146 × 68 ملم | بنفسجي وأزرق                   | ناغا وشعار كمبوديا والملك نورودوم سيهانوك               | غرفة عرش القصر الملكي وكيناري (نصف إنسان ونصف طائر)                                                                        | 2016                | 25 أكتوبر 2017 | متدوالة |
|                                        |        | 2,000 ريال  | 146 × 68 ملم | أخضر وأسود وأصفر               | معبد برياه فيهيار                                       | أنغكور وات وعامل حقل أرز                                                                                                   | 2007 2015           | 3 يناير 2008   | متدوالة |
|                                        |        | 2,000 ريال  | 146 × 68 ملم | أخضر وبرتقالي وأسود وبني وأصفر | شعار كمبوديا وناغا والملك نورودوم سيهاموني              | قطعة براسات تاو في مقاطعة سامبو بري كوك كامبونج توم وشيناثي                                                                | 2022                | 14 نوفمبر 2022 | متدوالة |
|                                        |        | 5,000 ريال  | 146 × 68 ملم | أخضر ورمادي                    | الملك نورودوم سيهانوك (1922–2012)                       | سبين بربتوس | 2001 2002 2004 2007 | 6 أبريل 2001   | متدوالة |
|                                        |        | 5,000 ريال  | 146 × 68 ملم | بنفسجي وبني                    | ناغا وسفينة الملك نورودوم سيهانوك يرتدي قبعة            | ناغا وجسر كامبونج كدي وعربة                                                                                                | 2015                | 25 أكتوبر 2017 | متدوالة |
|                                        |        | 10,000 ريال | 146 × 68 ملم | أرجواني وبني وأزرق             | نورودوم سيهانوك                                         | سيسواث كواي | 2001 2005 2006      | 6 أبريل 2001   | متدوالة |
|                                        |        | 10,000 ريال | 155 × 72 ملم | أزرق                           | ناغا والملك نورودوم سيهاموني                            | آثار أثرية لمعبد بوذي في بريه خان باراي وأنغكور                                                                            | 2015                | 15 مايو 2015   | متدوالة |
|                                        |        | 15,000 ريال |              | بنفسجي                         | نورودوم سيهاموني، ناغا بسبعة رؤوس                       | تتويج نورودوم سيهاموني ونصب وين وين وفيل ثلاثي الرؤوس يحمل جارودا                                                          | 2019                | 7 أكتوبر 2019  | متدوالة |
|                                        |        | 20,000 ريال | 155 × 72 ملم | أزرق                           | نورودوم سيهاموني                                        | أنغكور وات وأربعة وجوه لبوديساتفا أفالوكيتسفارا                                                                            | 2008                | 5 ديسمبر 2008  | متدوالة |
|                                        |        | 50,000 ريال | 150 × 70 ملم | أرجواني وبني وأزرق             | نورودوم سيهانوك                                         | أنغكور وات وفيل ثلاثي الرؤوس                                                                                               | 2001                | 6 أبريل 2001   | متدوالة |
|                                        |        | 50,000 ريال | 155 × 72 ملم | بني                            | الناغا والملك نورودوم سيهانوك                           | معبد باكونغ ونحت الفيل في معبد كوه كير                                                                                     | 2013                | 6 مايو 2014    | متدوالة |
| هذه الصور بمقياس 0.7 بيكسل كل ميليمتر. |        |             |              |                                |                                                         | |                     |                |         |

| الصورة                                 | الصورة | القيمة       | الأبعاد      | اللون الأساسي          | الوصف                                               | الوصف                                                                                          | تاريخ   | تاريخ          |
| الوجه                                  | الظهر  | القيمة       | الأبعاد      | اللون الأساسي          | الوجه                                               | الظهر                                                                                          | الطباعة | الإصدار        |
| -------------------------------------- | ------ | ------------ | ------------ | ---------------------- | --------------------------------------------------- | ---------------------------------------------------------------------------------------------- | ------- | -------------- |
|                                        |        | 1,000 ريال   | 148 × 68 ملم | أرجواني وأزرق داكن     | ناغا وشعار كمبوديا والملك نورودوم سيهانوك           | غرفة العرش في القصر الملكي، عوامة على شكل بجعة تحمل جسد سيهانوك                                | 2012    | 30 يناير 2013  |
|                                        |        | 2,000 ريال   | 146 × 68 ملم | أخضر وبني              | ناغا وشعار كمبوديا والملك نورودوم سيهانوك           | قطعة أثرية حجرية قديمة وأطلال أثرية                                                            | 2013    | 8 نوفمبر 2013  |
|                                        |        | 20,000 ريال  | 155 x 72 ملم | وردي فاتح وداكن ورمادي | ناغا والملك نورودوم سيهاموني                        | معبد بانتي سري في مقاطعة سيم ريب                                                               | 2017    |                |
|                                        |        | 30,000 ريال  | 170 x 75 ملم | أخضر وبني وأرجواني     | ناغا والملك نورودوم سيهاموني                        | الملك نورودوم سيهانوك ورئيس الوزراء سامديتش تيكو هون سين والقصر الملكي ونصب الاستقلال التذكاري | 2021    | 18 أكتوبر 2021 |
|                                        |        | 100,000 ريال | 170 × 77 ملم | أخضر                   | الملك نورودوم سيهانوك والملكة نورودوم مونينيث وناغا | شعار كمبوديا والملك نورودوم سيهانوك والملكة نورودوم مونينيث والملك نورودوم سيهاموني            | 2012    | 14 مايو 2013   |
| هذه الصور بمقياس 0.7 بيكسل كل ميليمتر. |        |              |              |                        |                                                     |                                                                                                |         |                |